# Цах, Франц Ксавер фон
Франц Ксавер фон Цах, барон (нем. Franz Xaver von Zach, венг. Zách János Ferenc; 4 июня 1754, Пешт (ныне Будапешт, Венгрия) — 2 сентября 1832) — немецкий астроном венгерского происхождения.

## Биография
Родился в Пеште, воспитывался в иезуитской школе, некоторое время служил в австрийской армии как специалист по геодезии и военно-инженерному делу. Некоторое время преподавал во Львовском университете и работал в его обсерватории. С 1783 по 1786 годы жил в Лондоне в качестве домашнего учителя посла Саксонии в Англии. За это время он получил степень доктора философии и юриспруденции в Оксфордском университете и начал научную деятельность, опубликовав в 1785 году в английском журнале «Philosophical Transactions» результаты нескольких астрономических наблюдений.
В 1786 году принял предложение герцога Эрнеста II возглавить новую обсерваторию на горе Зееберг близ Готы; эта обсерватория была открыта осенью 1791 года. Цах возглавлял обсерваторию до 1806 года, провёл в ней большое количество наблюдений.
В 1800 году основал Объединённое астрономическое общество (нем. Vereinigte Astronomische Gesellschaft), в которое вошло 25 человек — среди них Невил Маскелайн, Шарль Мессье, Уильям Гершель и Генрих Ольберс.
Из научных трудов Цаха по астрономии важнейшими были: составление нового звёздного каталога вместе с требуемыми им наблюдениями, значительное число точных новых определений положений солнца, соёдиненных в его «Таблицах движений солнца».
Также внёс большой вклад в исследования астероидов. В конце XVIII века он создал группу из 24 астрономов для системных поисков «отсутствующей планеты» между орбитами Марса и Юпитера, которая должна была там находиться согласно правилу Тициуса-Боде. Вскоре после открытия Джузеппе Пьяцци первой малой планеты — Цереры — она была потеряна и найдена вновь благодаря усилиям Цаха и его единомышленников.
Наряду с астрономией, большое внимание Цах уделял работам области геодезии. Определил с помощью секстанта координаты многих городов.
В 1798 году основал и редактировал научный журнал Allgemeine Geographische Ephemeriden (в 1798—1799 вышло 4 тома), который в 1800 году был переименован в Monatliche Correspondenz zur Beförderung der Erd- und Himmels-Kunde и выходил до 1913 года. Этот журнал был важнейшим астрономическим изданием на протяжении всего XIX века.
После кончины герцога Эрнста II в 1806 году передал своему бывшему ученику Б. фон Линденау должность директора Зеебергской обсерватории и редактирование журнала Monatliche Correspondenz, а сам работал в Италии и Франции. С 1818 по 1826 годы издавал в Генуе астрономический журнал Correspondance astronomique, geographique et hydraulique (вышло 14 томов, после чего издание было прекращено под давлением иезуитов).
В 1794 году избран иностранным почётным членом Петербургской академии наук, в том же году — членом Шведской королевской академии наук.
В его честь назван кратер на Луне и астероид (999) Цахия, открытый в 1923 году. Кроме того, астероид № (64) Ангелина был назван в честь обсерватории под Марселем, организованной Цахом.

## Публикации

L’attraction des montagnes (Авиньон, 1814)

- «Novae et correctae tabulae motuum solis» (Гота, 1792; нем. перевод, ib., 1799);
- «Explicatio et usus tabellarum solis, explicatio et usus catalogi stellarum fixarum» (ib., 1792);
- «De vera latitudine et longitudine geographica Erfordiae» (Эрфорд, 1794);
- «Vor übergang d. Mercurs vor d. Sonne d. 7 Mai 1799 beobachtet zu Seeberg, Bremen usw.» (ib., 1799):
- «Fixarum praecip. catalogus novus etc.» (ib., 1804);
- «Tabulae motuum solis novae et iterum correctae ex theoriae gravitatis claris. de la Place etc.» (ib., 1804);
- «Tabulae aberrationis et nutationis in ascensionem rectam et in declinationem una cum insigniorum 494 stellarum zodiacalium catalogo novo» (ib., 1806—1807);
- «Nachricht von d. preuss. trigonometr. u. astron. Aufnahme von Thüringen usw.» (ib., 1806);
- «Tables abrégées et portatives du soleil» (Флоренция, 1809);
- «Nouvelles tables d’aberration et de nutation pour 1404 etoiles» (Марсель, 1812)
- «Supplément» (ib., 1813);
- «L’attraction des montagnes et ses effets sur le fil à plomb» (Авиньон, 1814).